# Baabda
Baabda (auch B'abda, arabisch بعبدا, DMG Baʿabdā) ist die Hauptstadt des Gouvernement Libanonberg. Sie liegt südöstlich von Beirut und zählt zum Großraum Beirut.

## Geschichte
1860 war Baabda Schauplatz blutiger Auseinandersetzungen zwischen Drusen und Maroniten während des Bürgerkriegs im Libanongebirge. Baabda war einer der Hauptorte des osmanischen Mutesarriflik Libanonberg (1861–1916), das als autonome Provinz wiederum die Keimzelle des modernen Staates Libanon darstellt. In den Jahren bis 1956 wurde in Baabda der heutige libanesische Präsidentenpalast erbaut. Syrien und seine libanesischen Alliierten eroberten im Oktober 1990 den Palast in Baabda und drängten Michel Aoun ins Exil. Am 12. Dezember 2007 fiel der libanesische Brigadegeneral François al-Hadsch in Baabda einem Bombenattentat zum Opfer. Die Täter und die näheren Hintergründe der Tat sind bislang unbekannt.

## Sehenswürdigkeiten
Baabda ist bekannt für das Ottomanische Schloss (den Serail) und ist Sitz vieler Botschaften wie denen von Italien, Japan, Jordanien, Polen, Ukraine, Rumänien, Indonesien und Spanien.  Der libanesische Präsidentenpalast, das Verteidigungsministerium und weitere wichtige Einrichtungen des Landes sind in Baabda untergebracht.

## Söhne und Töchter der Stadt
- Nadine Labaki (* 1974), Schauspielerin und Regisseurin